# Campagne lituanienne d'Alexandre Nevski
Guerres lituano-moscovites
La campagne lituanienne d'Alexandre Nevski, un des premiers affrontements des guerres lituano-moscovites, est menée en 1245 par le prince de Novgorod Alexandre Nevski contre le Grand-duché de Lituanie.

## Campagne
La guerre commence avec la prise de Torjok et Bejetsk par les Lituaniens : capture de nombreux habitants de la ville, vol du bétail. 
Iaroslav Vladimirovitch, au pouvoir à Torjok, est vaincu, mais ayant reçu des renforts de Tver et de Dmitrov, il l'emporte sur les Lituaniens, qui se réfugient ensuite à Toropets.
Alexandre Nevski et les Novgorodiens prennent Toropets, libèrent les prisonniers et tuent plus de huit princes. 
Après avoir libéré les Novgorodiens, il continue plus loin avec une de ses escouades et bat les Lituaniens au bord du lac Jijitsky et les détruit. 
Puis, après avoir pris Vitebsk, sur le chemin du retour, il rencontre de nouveau les Lituaniens près d'Houssiatyn et les bat de nouveau.
Cette campagne, ainsi que les succès sur la Neva contre les Suédois et sur le lac Peïpous contre les Livoniens, donnent à Alexandre la gloire du défenseur des frontières occidentales de la Russie.